# Sadullah Pascià
Sadullah Pascià (Erzurum, 1838 – Vienna, 14 gennaio 1891) è stato un politico e diplomatico ottomano, nel tardo periodo Tanzimat. È famoso per essere stato l'ambasciatore ottomano al congresso di Berlino, che ratificava la Pace di Santo Stefano a conclusione della guerra russo-turca del 1877-1878.

## Biografia
Sadullah Pascià nacque nel 1838 a Erzurum, figlio di Assad Muhlis Pascià. Dopo aver completato la sua educazione primaria imparò l'arabo, il persiano e il francese. Prese anche lezioni private di letteratura francese e orientale.
Nel 1853, iniziò a lavorare per lo Stato. Nel 1856, lavorò nell'ufficio di traduzione. Nel 1866 fu nominato al "Mezahib Kalemi". Nel 1868, fu nominato vice direttore del Dipartimento dell'Educazione del Consiglio di Stato (Şuray-ı Devlet). Nel 1870, fu nominato "addetto principale dello Stato". Nel 1874, fu nominato ministro del tesoro (Defter-i Hakani). Dal 4 aprile 1876 al 30 maggio 1876, fu ministro del commercio e dell'agricoltura. Sadullah Pascià divenne segretario generale della segreteria privata del sultano Murad V. Il sultano Abdülhamid II lo inviò a Filibe per presiedere la commissione d'inchiesta sull'insurrezione bulgara.
Nel 1877 fu nominato ambasciatore a Berlino (Ambasciata turca a Berlino) ed in questa veste, insieme a Saffet Pascià partecipò alle trattative per la pace di Santo Stefano e al Congresso di Berlino per determinare i territori degli stati della penisola balcanica dopo la guerra russo-turca del 1877-1878. La delegazione a cui prese parte ebbe successo nel cambiare i termini di pace di Santo Stefano a favore dell'Impero Ottomano (Trattato di Berlino).
Scrisse il poema "Il diciannovesimo secolo", che fu molto citato all'epoca.
Nel 1882 fu nominato ambasciatore a Vienna, rimanendo in carica fino al suo suicidio, nel 1891.